# 이윤오 (가수)
이윤오는 대한민국의 가수이다.

## 생애
2018년 싱글 <나의,>로 데뷔하였으며 그 이후 <눈빛(2018)>, <봄(2019)>등을 발매하고 현재 SM엔터테인먼트와 에스팀 합작 법인인 "SPEEKER" 소속 아티스트로 활동 중이다.

## 학력
- 경희대학교 Post Modern 음악학과

## 음반
1. 1st Single - <나의,>(2018)
2. 2nd Single - <눈빛>(2018)
3. 3rd Single - <봄>(2019)